# یهابی (روستا)
 یهابی  به عربی ( الیهابی ) روستایی است در ناحیهٔ (عزلهٔ الروس) در استان اِب در کشور یمن در شبه جزیره عربستان است. 

## جمعیت
جمعیت آن (۷۴۷ ) نفر (۱۹ خانوار) می‌باشد.